# Yum

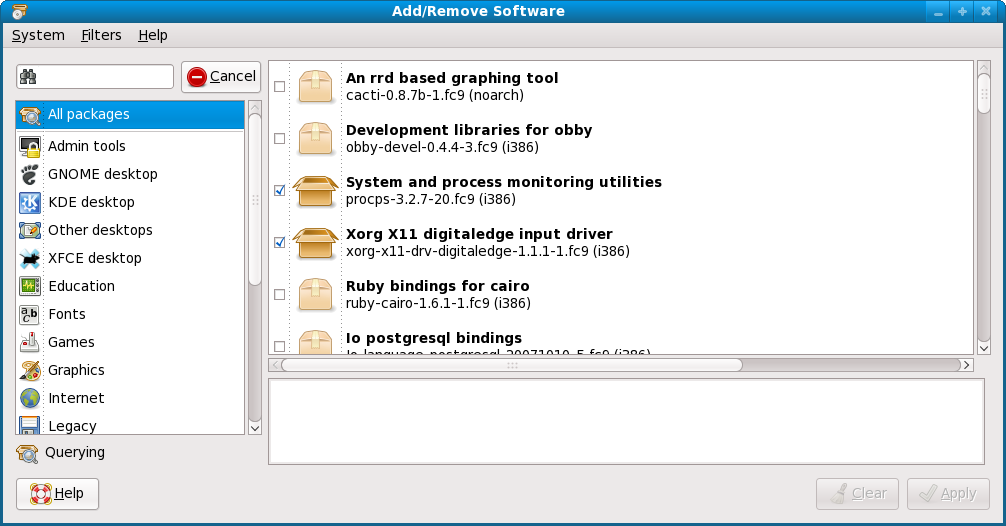
PackageKit je nyní výchozí správce balíčků v distribuci Fedora

yum (The Yellowdog Updater, Modified) je v informatice open source nástroj, spouštěný z příkazové řádky, sloužící ke správě balíčků linuxových systémů používajících RPM balíčky. Vyvinul jej Seth Vidal spolu se skupinou dobrovolníků a v současné době je spravován v rámci projektu Dukeovy univerzity s názvem „Linux@DUKE“. Pro snazší použití bylo vyvinuto i několik nástrojů s grafickým rozhraním, jako např. pup, pirut, yumex či kyum.
Yum vznikl přepsáním původního nástroje zvaného Yellowdog Updater (YUP) pro účely aktualizací a správy systémů Red Hat Linuxu používaných na oddělení fyziky Dukeovy univerzity. Časem začaly YUM používat i jiné distribuce jako Fedora, Red Hat Enterprise Linux (a jeho klony, například CentOS) a další, které používají balíčkovací systém RPM včetně samotného Yellow Dog Linuxu, kde yum nahradil původní YUP.
V Red Hat Enterprise Linuxu verze 5 nahradil yum původní nástroj up2date. Protože se nástroj up2date pro přístup do RHN (Red Hat Network) transformoval na plugin pro yum, může yum do RHN snadno přistupovat. Yum se tak stal v distribuci Fedora i Red Hat Enterprise Linux základní nadstavbou pro RPM.
Yum je šířen pod licencí GNU GPL verze 2 nebo vyšší.